# Список пресмыкающихся Азербайджана
Список пресмыкающихся Азербайджана
На территории Азербайджана представлено 3 вида черепах, не менее 29 видов ящериц, не менее 22 видов змей.

## ОтрядЧерепахи(Testudines)
- Семейство Американские пресноводные черепахи (Emydidae)[1] (см. Пресноводные черепахи)
  - Род Болотные черепахи (Emys)[2]
    - Вид Болотная черепаха (Emys orbicularis);
- Семейство Азиатские пресноводные черепахи (Geoemydidae)
  - Род Водные черепахи (Mauremys)
    - Вид Каспийская черепаха (Mauremys caspica);
- Семейство Сухопутные черепахи (Testudinidae)
  - Род Средиземноморские черепахи (Testudo)
    - Вид Средиземноморская черепаха (Testudo graeca);

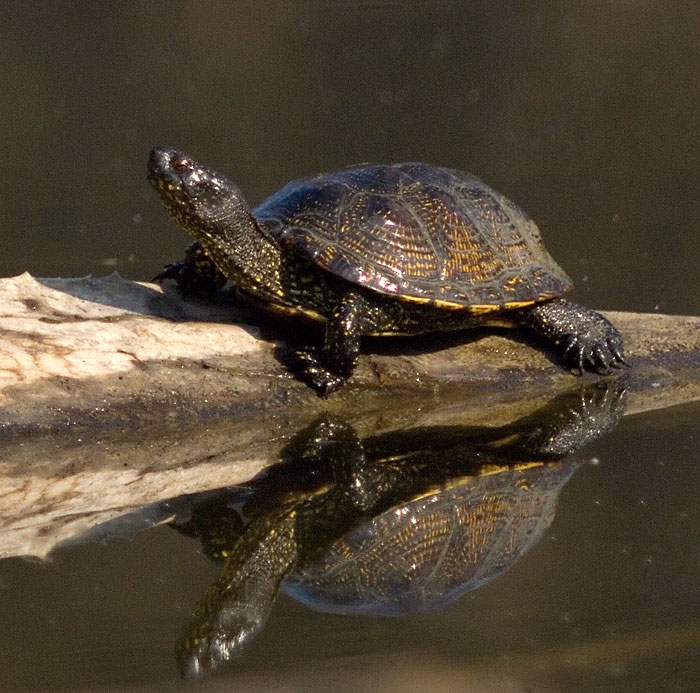
Болотная черепаха
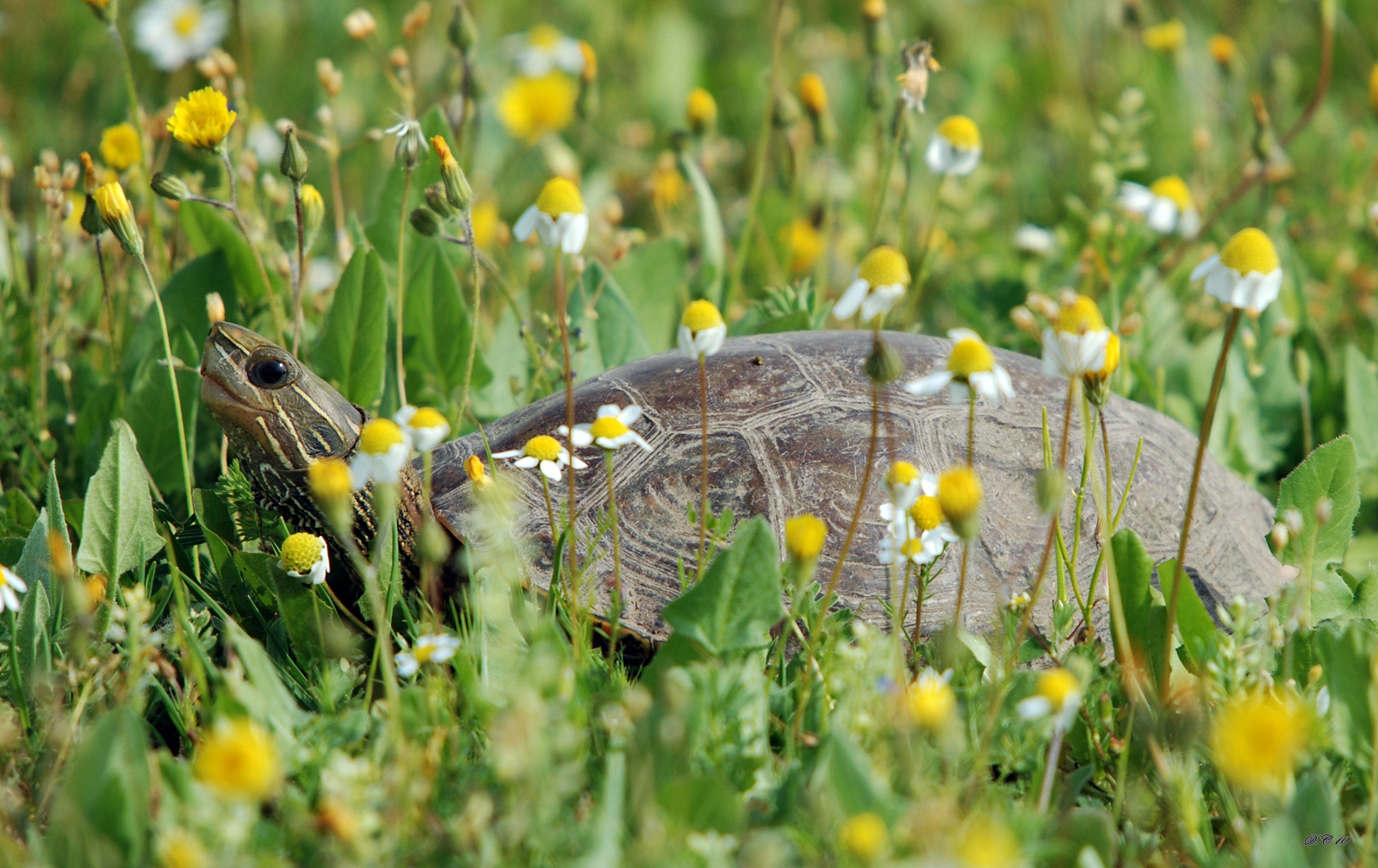
Каспийская черепаха
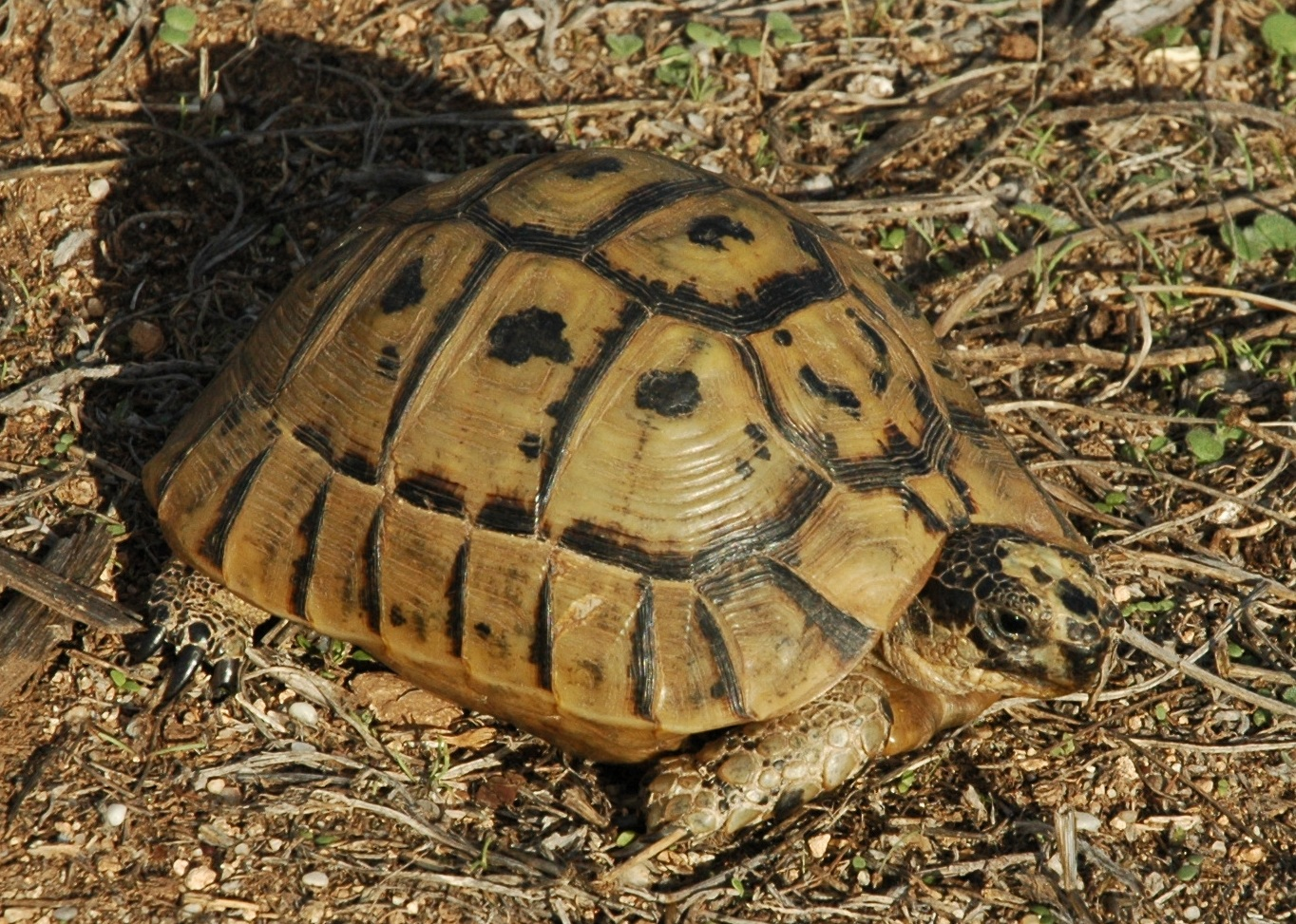
Средиземноморская черепаха

## ОтрядЯщерицы(Sauria)
- Семейство Гекконы, или Цепкопалые (Gekkonidae) 
  - Род Тонкопалые гекконы (Cyrtopodion)
    - Вид Каспийский геккон (Cyrtopodion caspius);
- Семейство Агамовые (Agamidae)
  - Род Азиатские горные агамы (Laudakia)
    - Вид Кавказская агама (Laudakia caucasia);

  - Род Равнинные агамы (Trapelus)
    - Вид Руинная агама (Trapelus ruderatus);

  - Род Круглоголовки (Phrynocephalus)[3];
    - Вид Персидская круглоголовка (Phrynocephalus persicus);
    - Вид Такырная круглоголовка (Phrynocephalus helioscopus);
      - Подвид Такырная круглоголовка Хорвата (Phrynocephalus helioscopus horvathi);

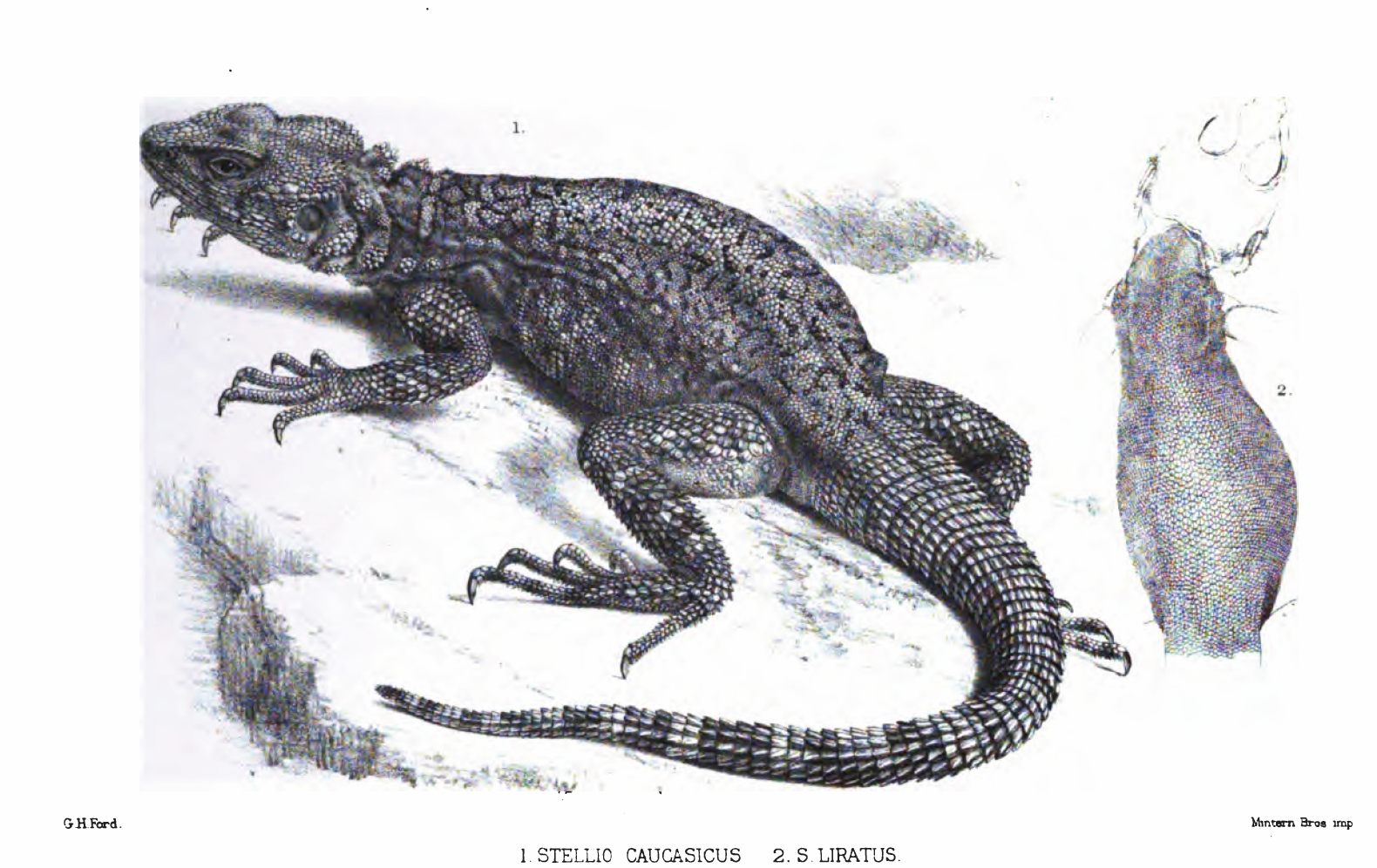
Кавказская агама
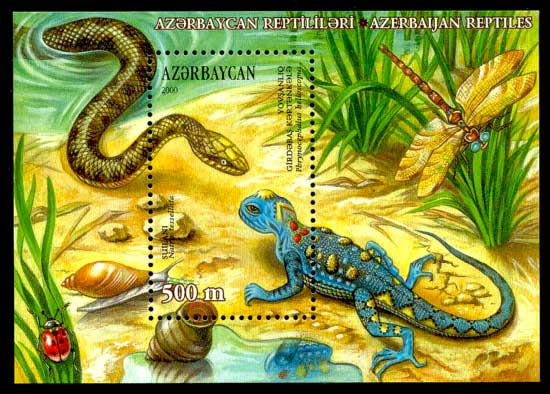
Персидская круглоголовка

- Семейство Веретенициевые (Anguidae)
  - Род Веретеницы (Anguis)
    - Вид Веретеница ломкая или Медяница (Anguis fragilis);

  - Род Панцирные веретеницы (Pseudopus)[2]
    - Вид Желтопузик или Глухарь (Pseudopus apodus);

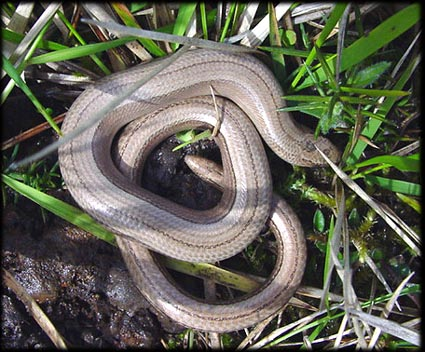
Веретеница ломкая
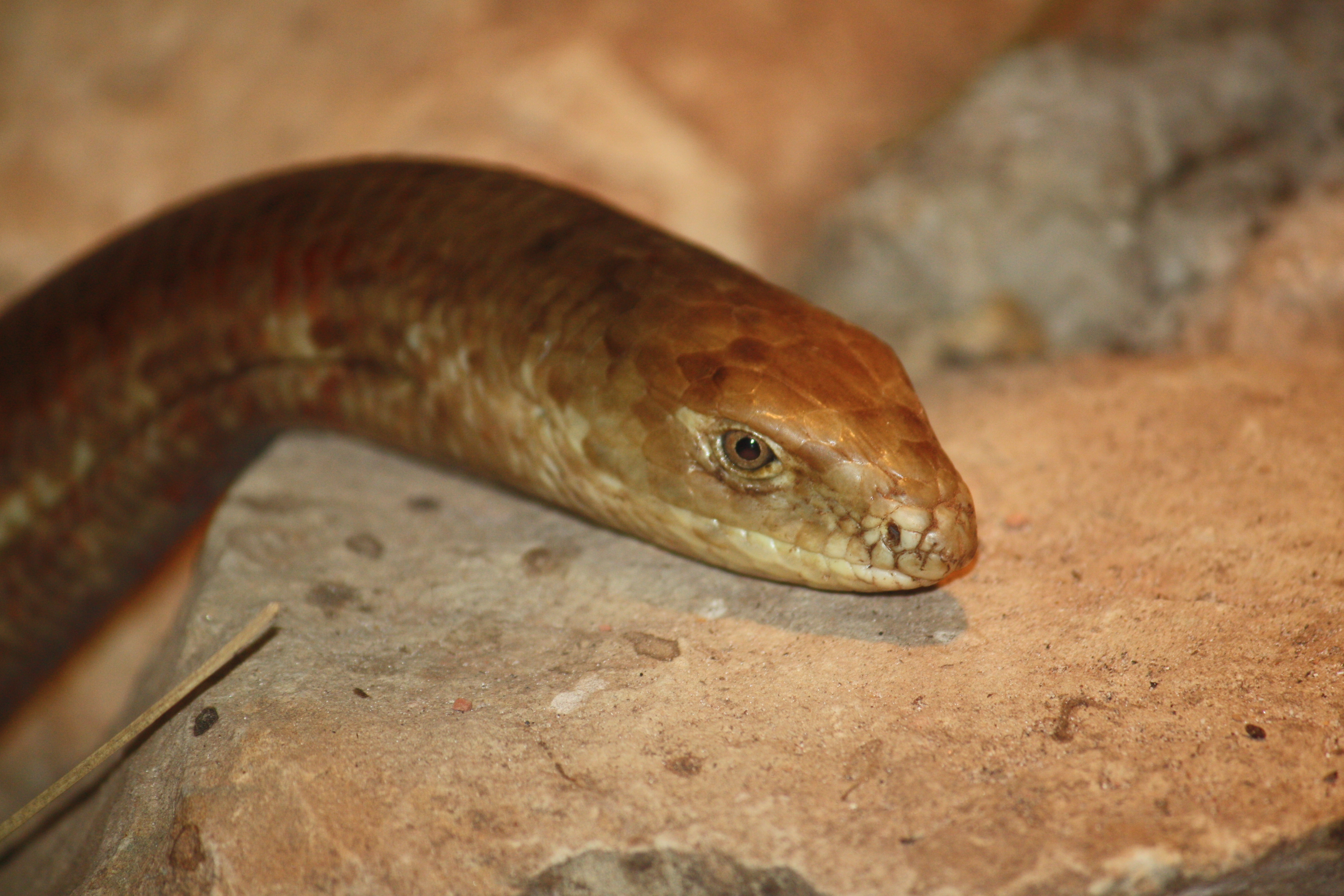
Желтопузик

- Семейство Сцинковые (Scincidae)
  - Род Гологлазы (Ablepharus)
    - Вид Полосатый гологлаз (Ablepharus bivittatus);
    - Вид Азиатский гологлаз (Ablepharus pannonicus);

  - Род Длинноногие сцинки (Eumeces)
    - Вид Длинноногий сцинк (Eumeces schneideri);

  - Род Африканские мабуи (Trachylepis)
    - Вид Переднеазиатская мабуя (Trachylepis septemtaeniata);
- Семейство Настоящие ящерицы (Lacertidae)
  - Род Скальные ящерицы или Даревскии (Darevskia)
    - Вид Армянская ящерица (Darevskia armeniaca);
    - Вид Кавказская ящерица (Darevskia caucasica);
    - Вид Зеленобрюхая ящерица (Darevskia chlorogaster);
    - Вид Артвинская ящерица (Darevskia derjugini);
    - Вид Куринская ящерица (Darevskia portschinskii);
    - Вид Луговая ящерица (Darevskia praticola);
    - Вид Азербайджанская ящерица (Darevskia raddei);
    - Вид Ящерица Ростомбекова (Darevskia rostombekovi);
    - Вид Грузинская ящерица (Darevskia rudis);
    - Вид Ящерица Валентина (Darevskia valentini);

  - Род Ящурки (Eremias)
    - Вид Разноцветная ящурка (Eremias arguta)
    - Вид Закавказская ящурка (Eremias pleskei)
    - Вид Ящурка Штрауха (Eremias strauchi)
    - Вид Быстрая ящурка (Eremias velox)

  - Род Зелёные ящерицы (Lacerta)
    - Вид Прыткая ящерица (Lacerta agilis);
    - Вид Средняя ящерица (Lacerta media);
    - Вид Полосатая ящерица (Lacerta strigata);
    - Вид Иранская ящерица (Lacerta brandtii);

  - Род Змееголовки (Ophisops)
    - Вид Стройная змееголовка (Ophisops elegans);

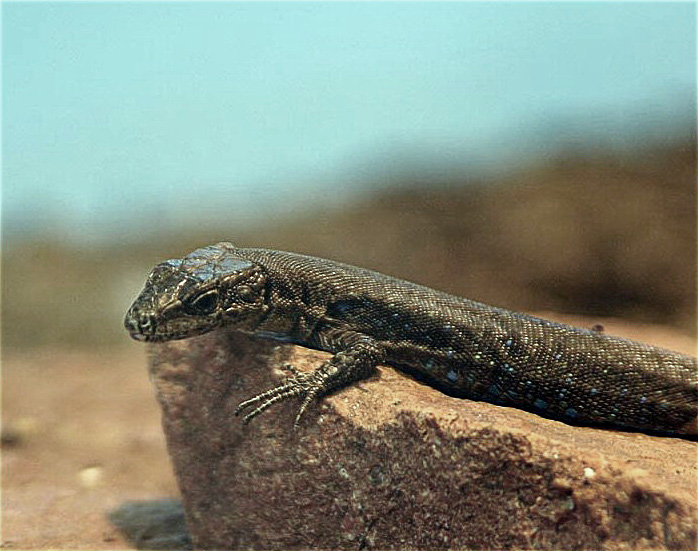
Армянская ящерица
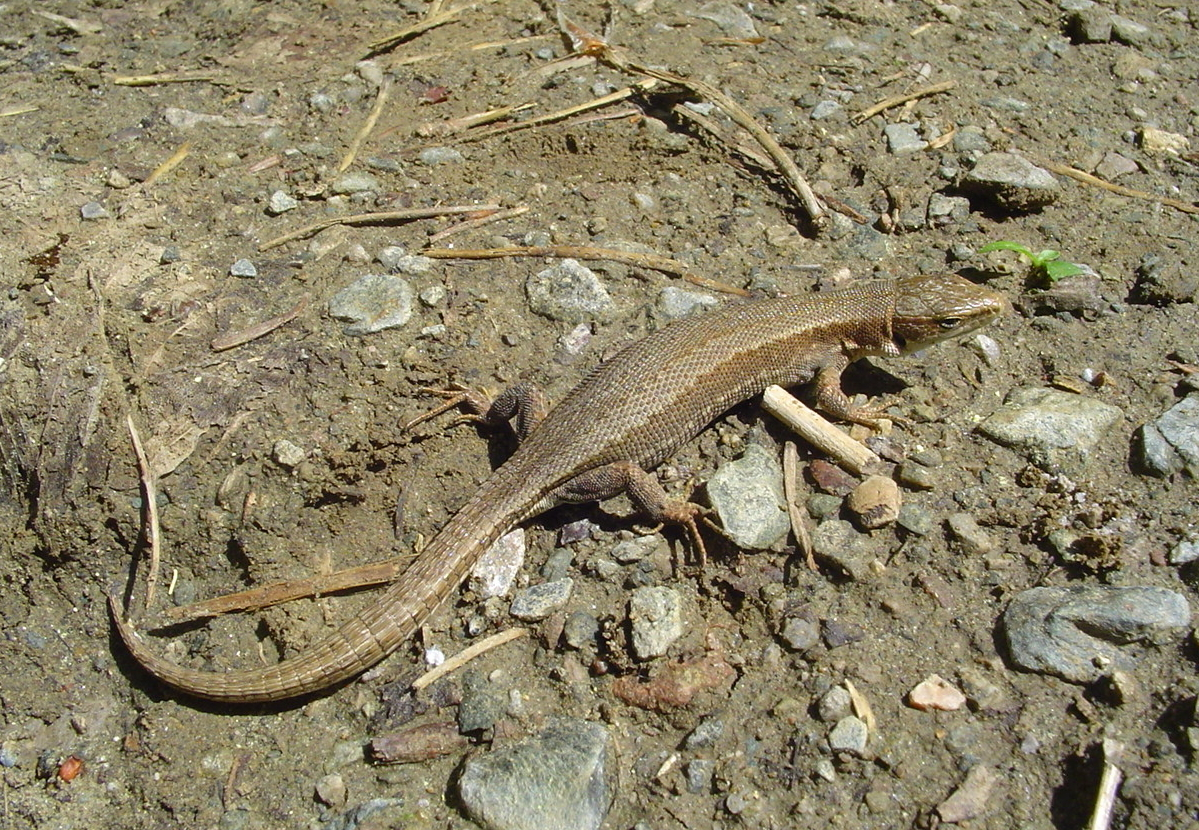
Луговая ящерица
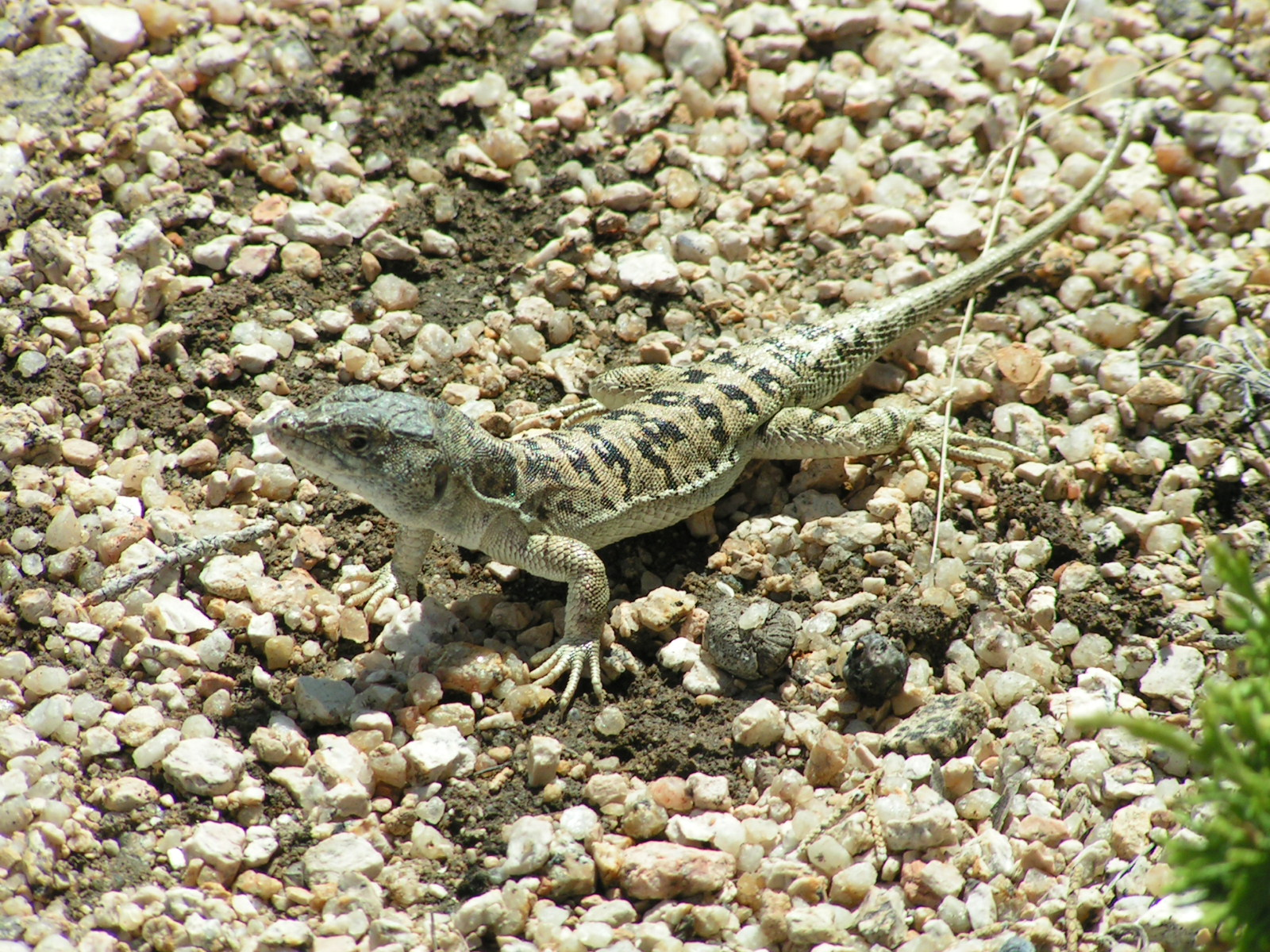
Разноцветная ящурка
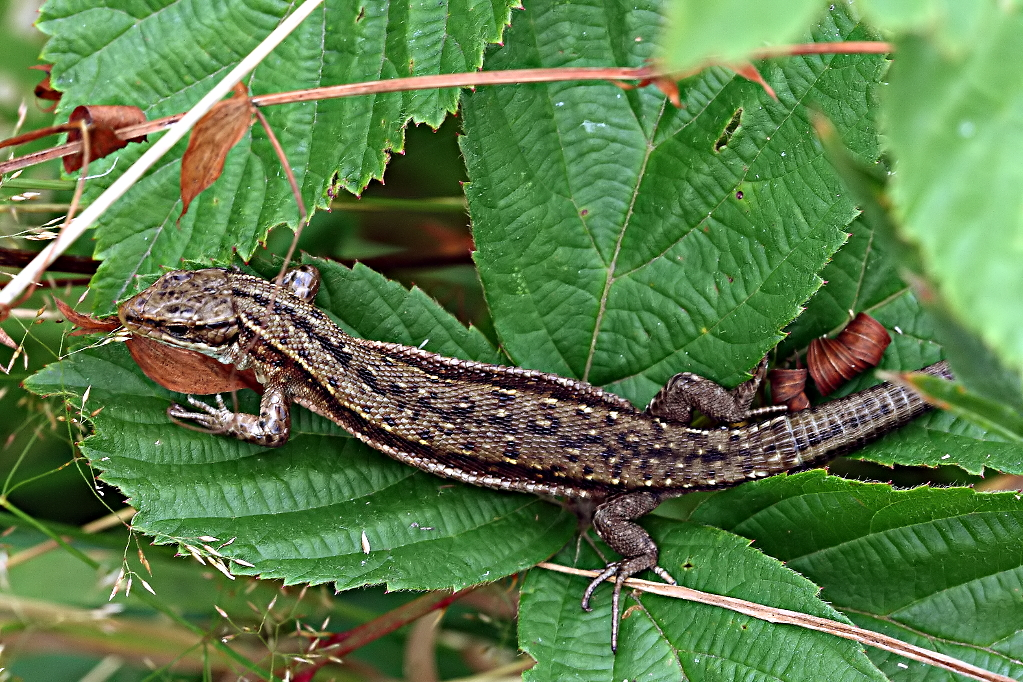
Прыткая ящерица
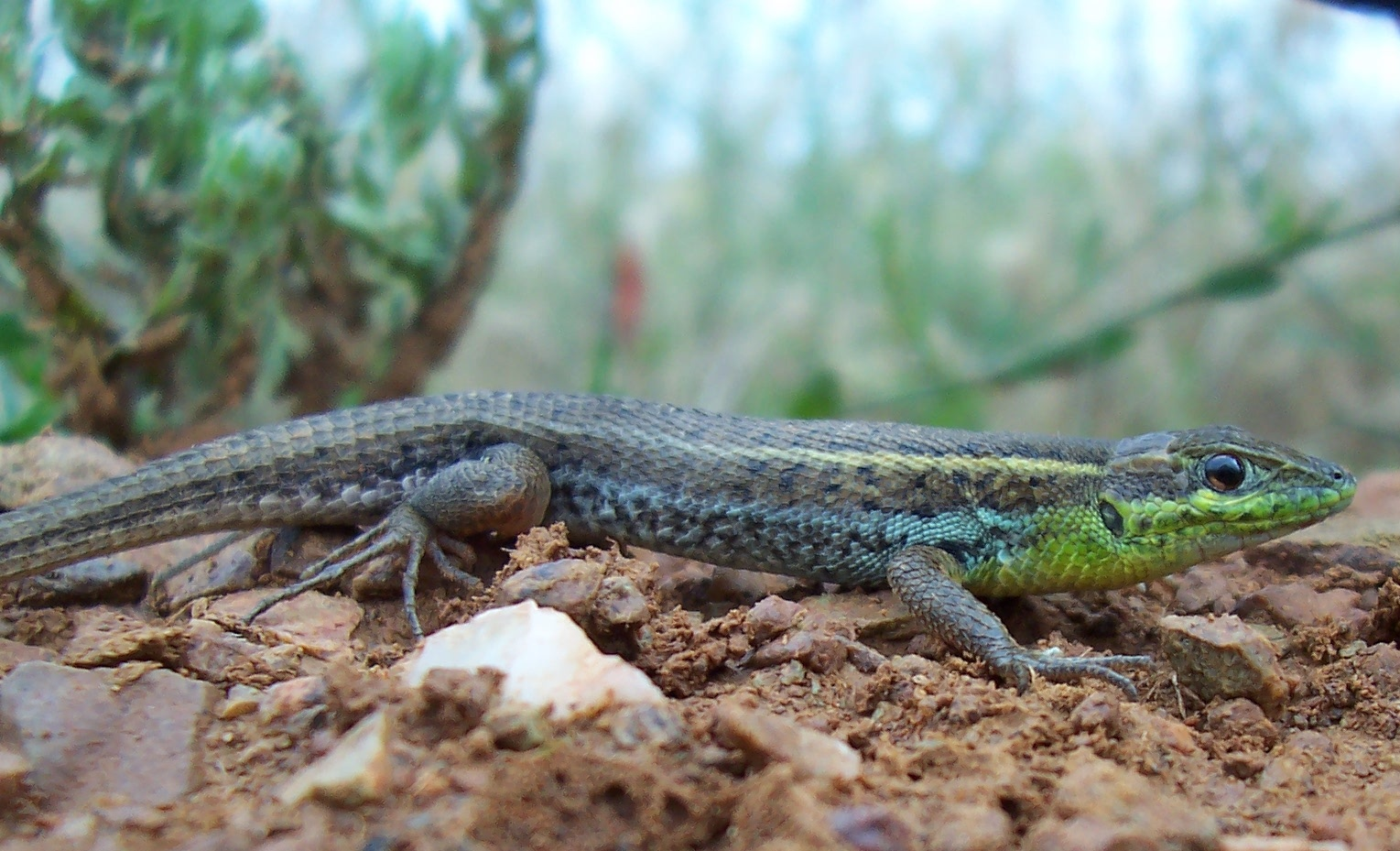
Стройная змееголовка

## ОтрядЗмеи(Serpentes)
- Семейство Слепозмейки, или Слепуны (Typhlopidae)
  - Род Слепозмейки, или слепуны (Typhlops)
    - Вид Червеобразная слепозмейка (Typhlops vermicularis);
- Семейство Ложноногие, или удавы (Boidae)
  - Род Удавчики (Eryx)
    - Вид Западный удавчик (Eryx jaculus);

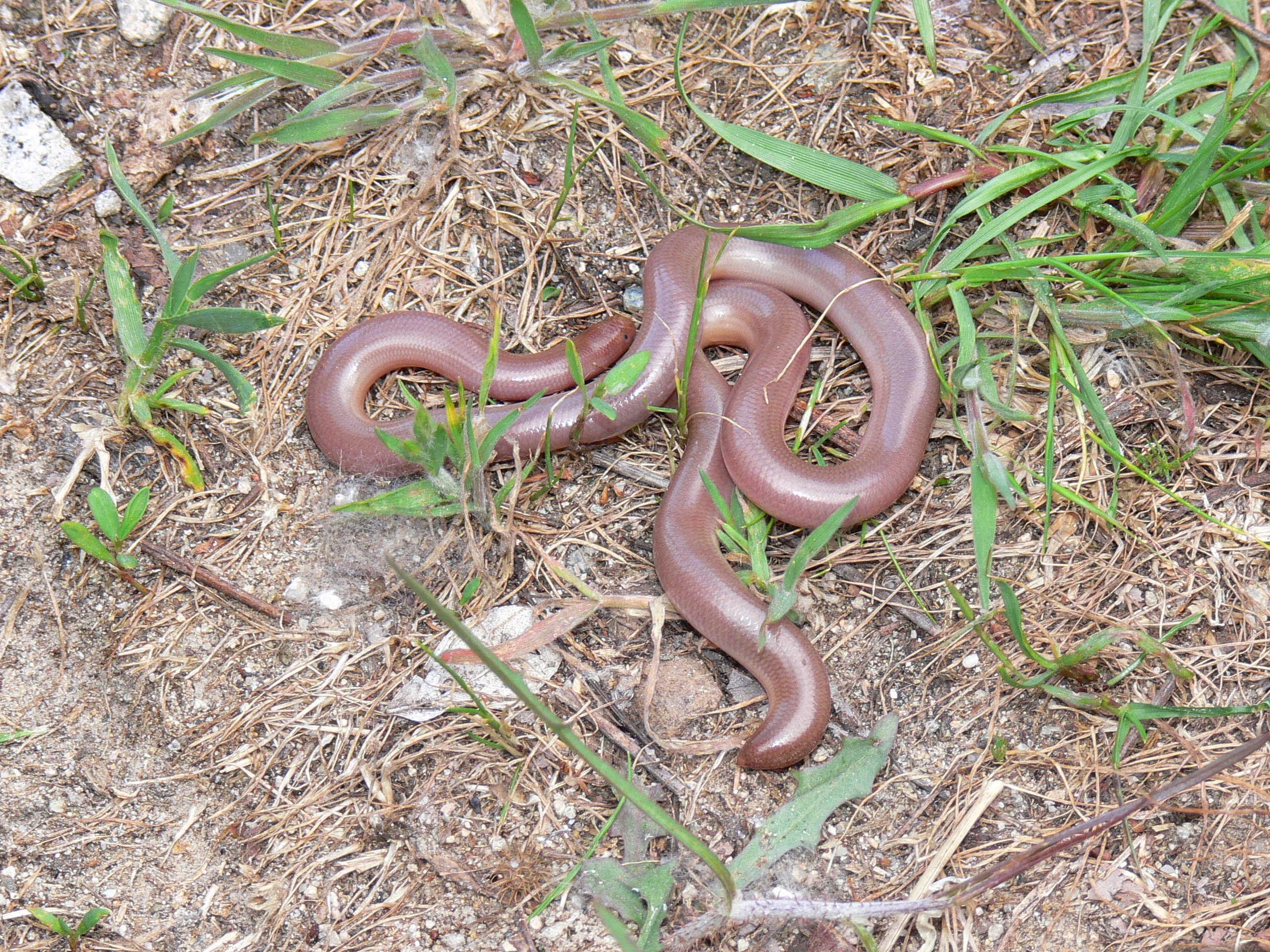
Червеобразная слепозмейка
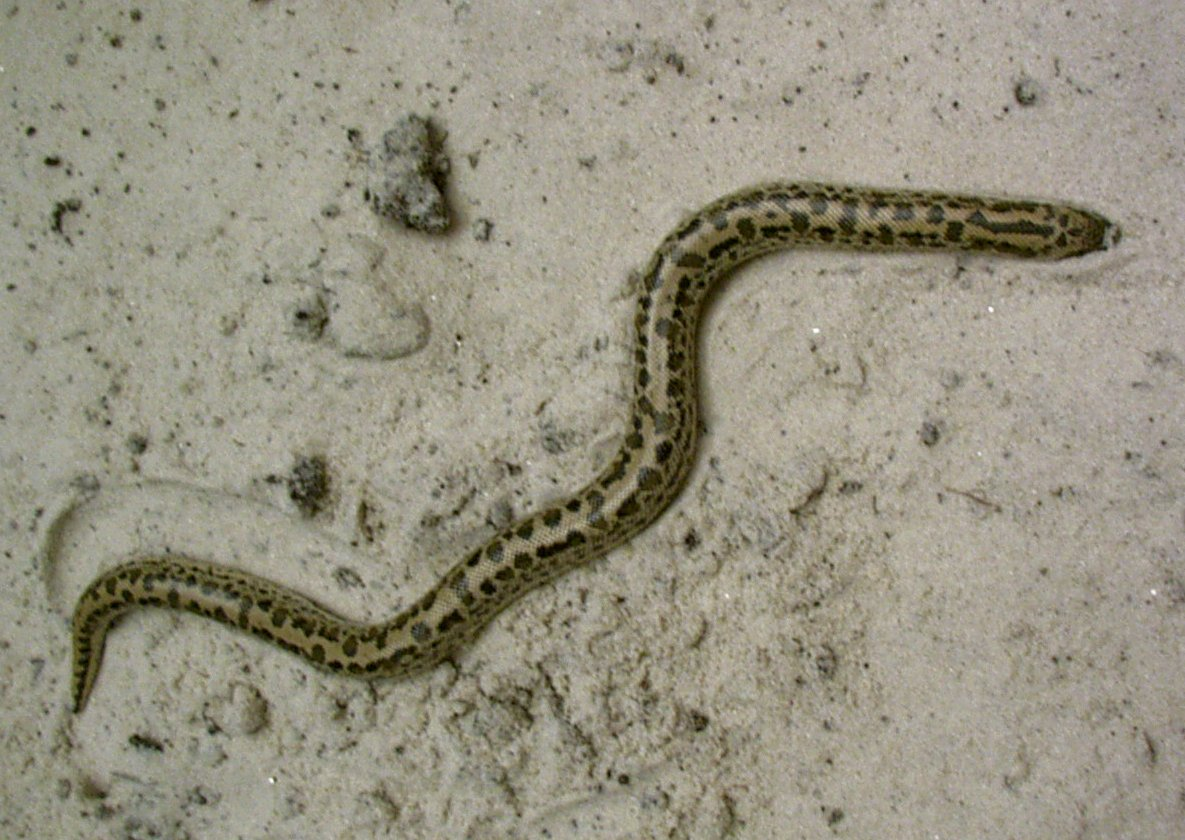
Западный удавчик

- Семейство Ужеобразные (Colubridae)
  - Род Стройные полозы (Coluber)
    - Вид Оливковый полоз (Coluber najadum);
    - Вид Разноцветный полоз (Coluber ravergieri);

  - Род Медянки (Coronella)
    - Вид Обыкновенная медянка (Coronella austriaca);

  - Род Эйренис (Eirenis)
    - Вид Ошейниковый эйренис (Eirenis collarus);
    - Вид Смирный эйренис (Eirenis modestus);
    - Вид Армянский эйренис (Eirenis punctatolineatus);

  - Род Лазающие полозы (Elaphe)
    - Вид Закавказский полоз (Elaphe hohenackeri);
    - Вид Персидский полоз (Elaphe persica);
    - Вид Палласов полоз (Elaphe sauromates);

  - Род Гиерофисы (Hierophis)
    - Вид Желтобрюхий, или каспийский полоз (Hierophis caspius);
    - Вид Краснобрюхий полоз (Hierophis schmidti);

  - Род Ящеричные змеи (Malpolon)
    - Вид Ящеричная змея (Malpolon monspessulanus);

  - Род Настоящие ужи (Natrix)
    - Вид Колхидский уж (Natrix megalocephala);
    - Вид Обыкновенный уж (Natrix natrix);
    - Вид Водяной уж (Natrix tesellata);

  - Род Песчаные змеи (Psammophis)
    - Вид Стрела-змея (Psammophis lineolatus);

  - Род Ринхокаламус (Rhinchocalamus)
    - Вид Черноголовый ринхокаламус (Rhinchocalamus melanocephalus);

  - Род Кошачьи змеи (Telescopus)
    - Вид Кавказская кошачья змея (Telescopus fallax);

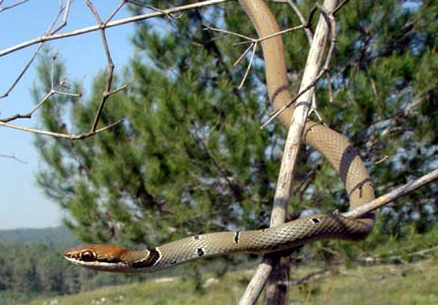
Оливковый полоз
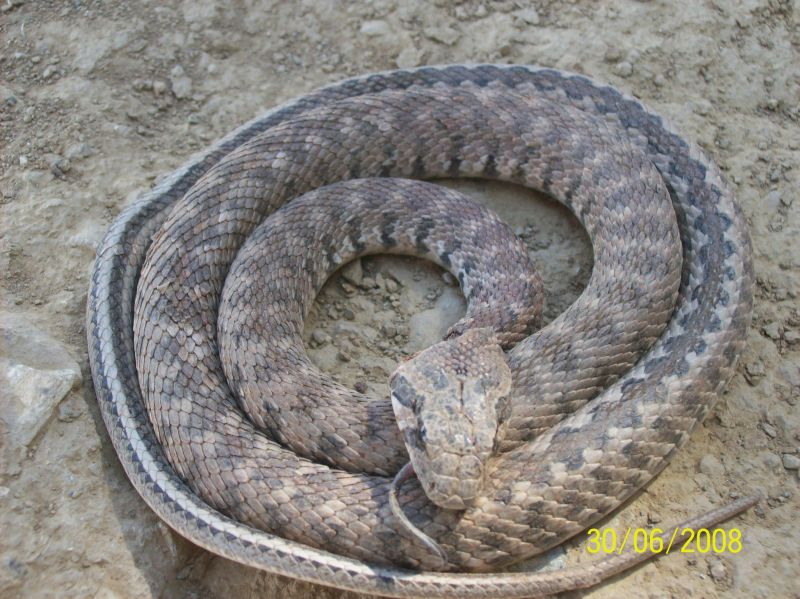
Разноцветный полоз
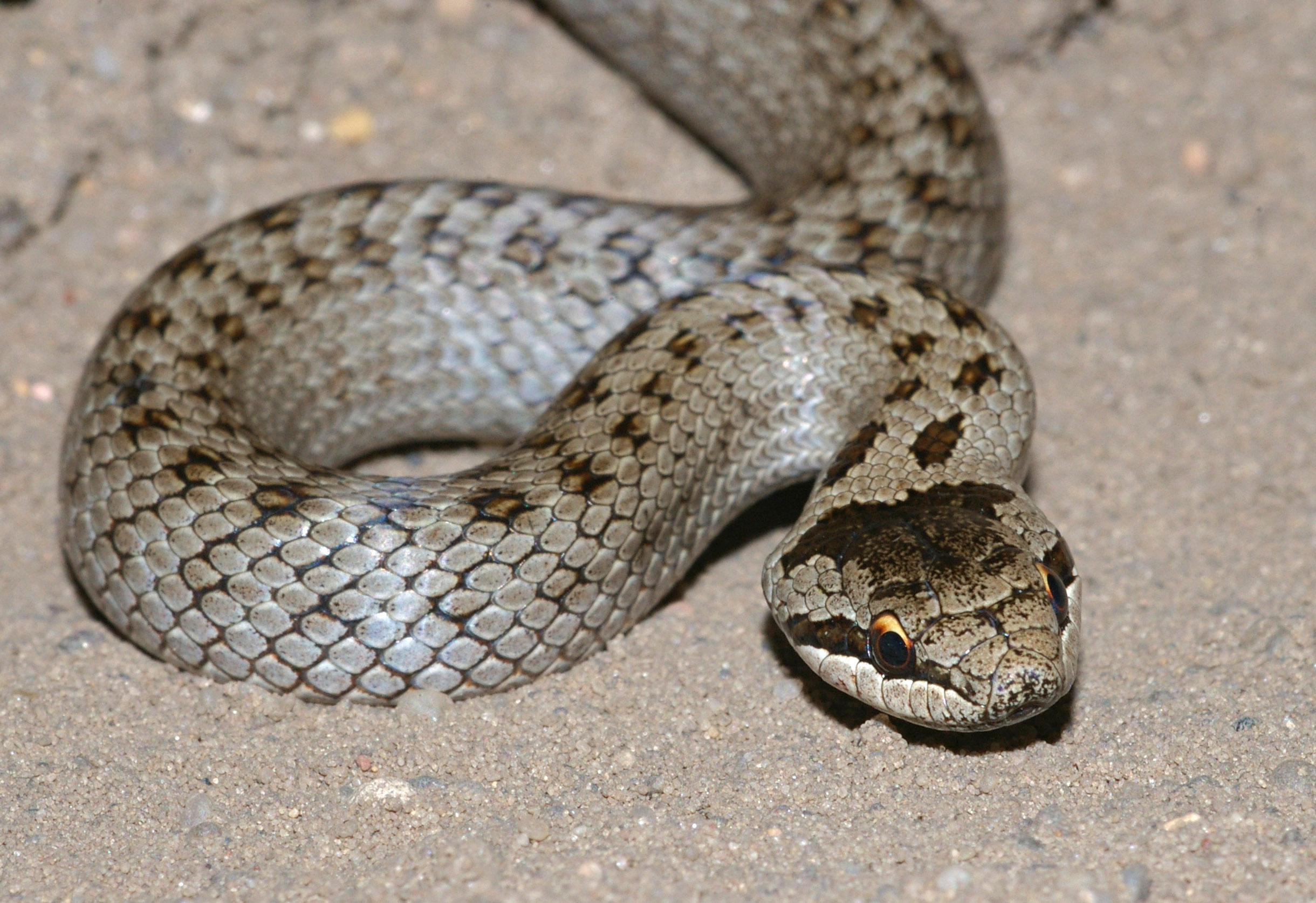
Обыкновенная медянка
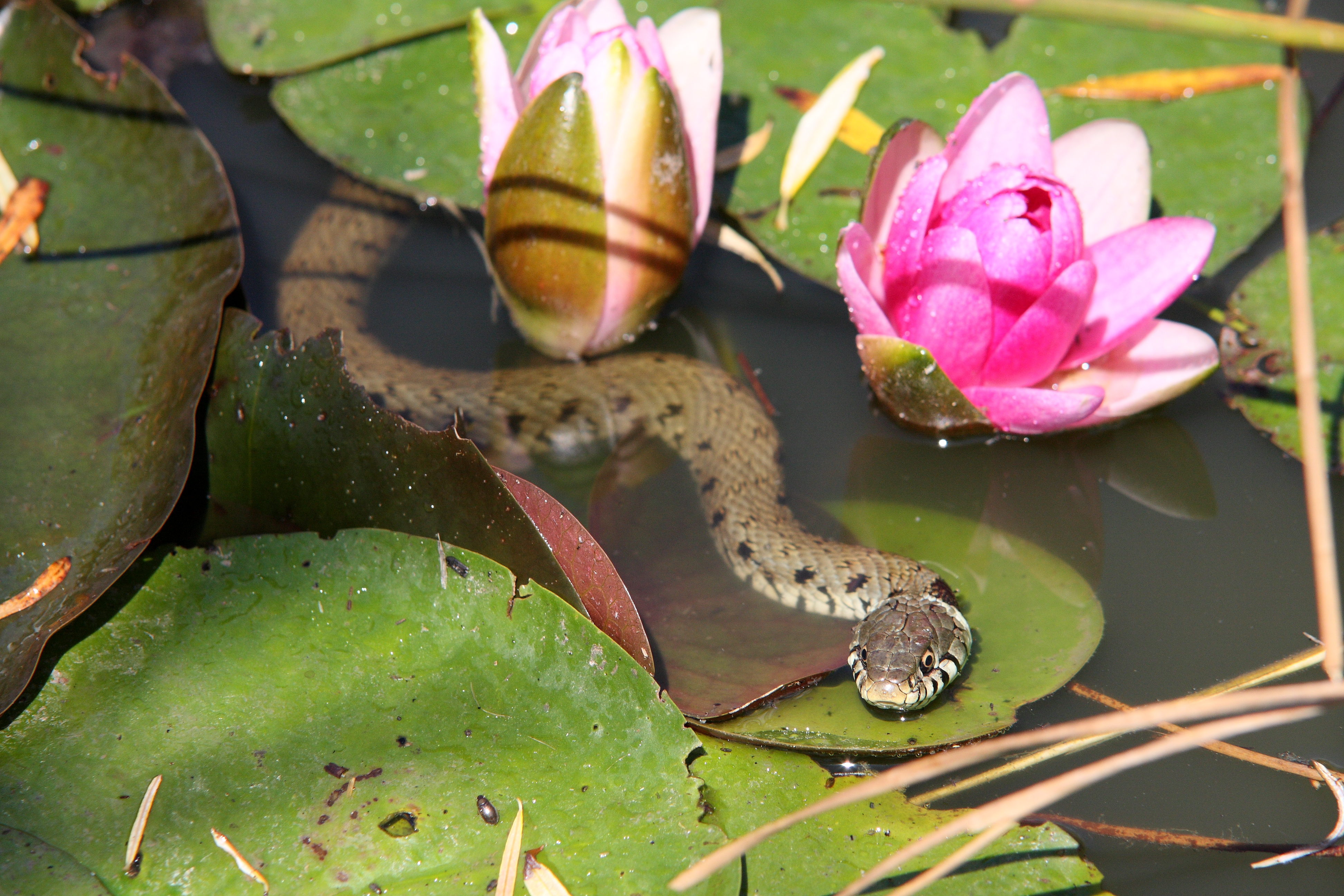
Обыкновенный уж
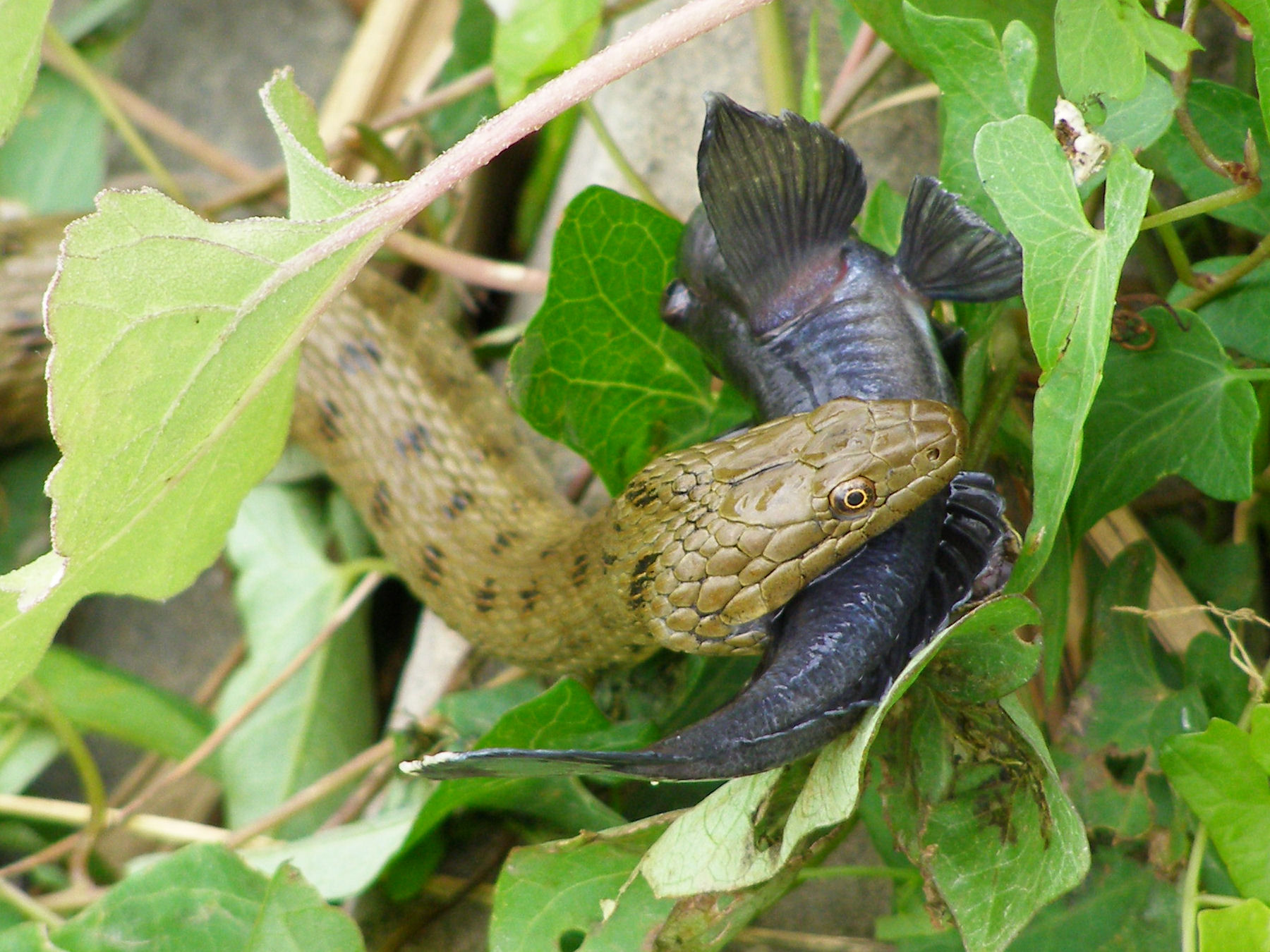
Водяной уж
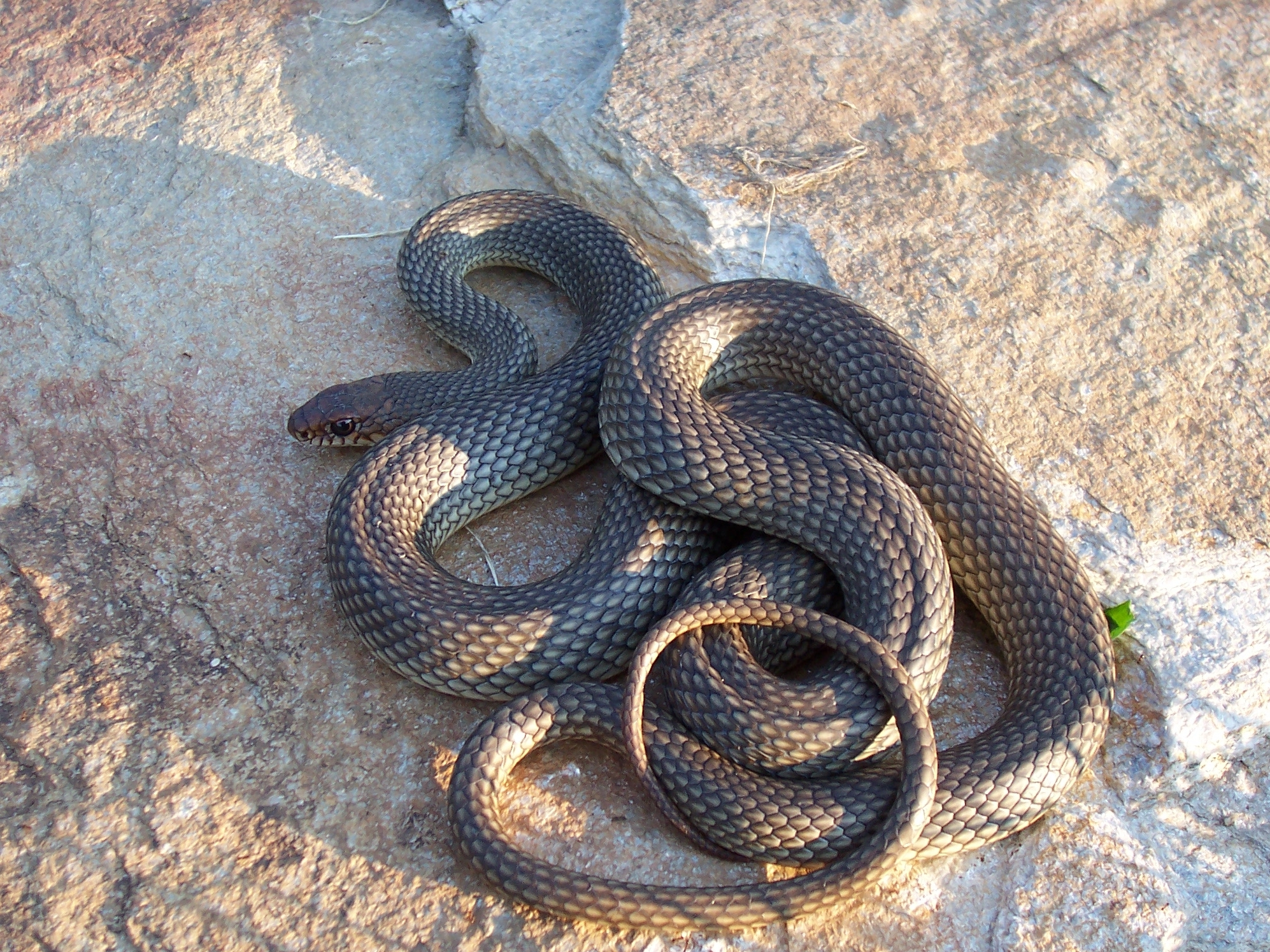
Желтобрюхий, или каспийский полоз
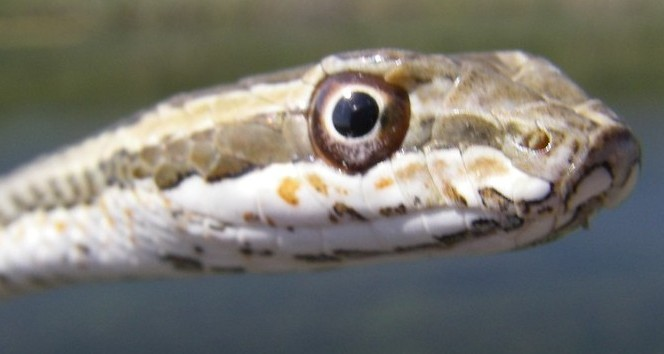
Стрела-змея

- Семейство Гадюковые змеи, или гадюки (Viperidae)
  - Род Щитомордники (Gloydius)
    - Вид Обыкновенный, или щитомордник Палласа (Gloydius halys);

  - Род Гадюки, или настоящие гадюки (Vipera)
    - Вид Армянская гадюка, или гадюка Радде (Vipera (Montivipera) raddei);

  - Род Гигантские гадюки (Macrovipera)
    - Вид Гюрза, или ливанская гадюка (Macrovipera lebetina);

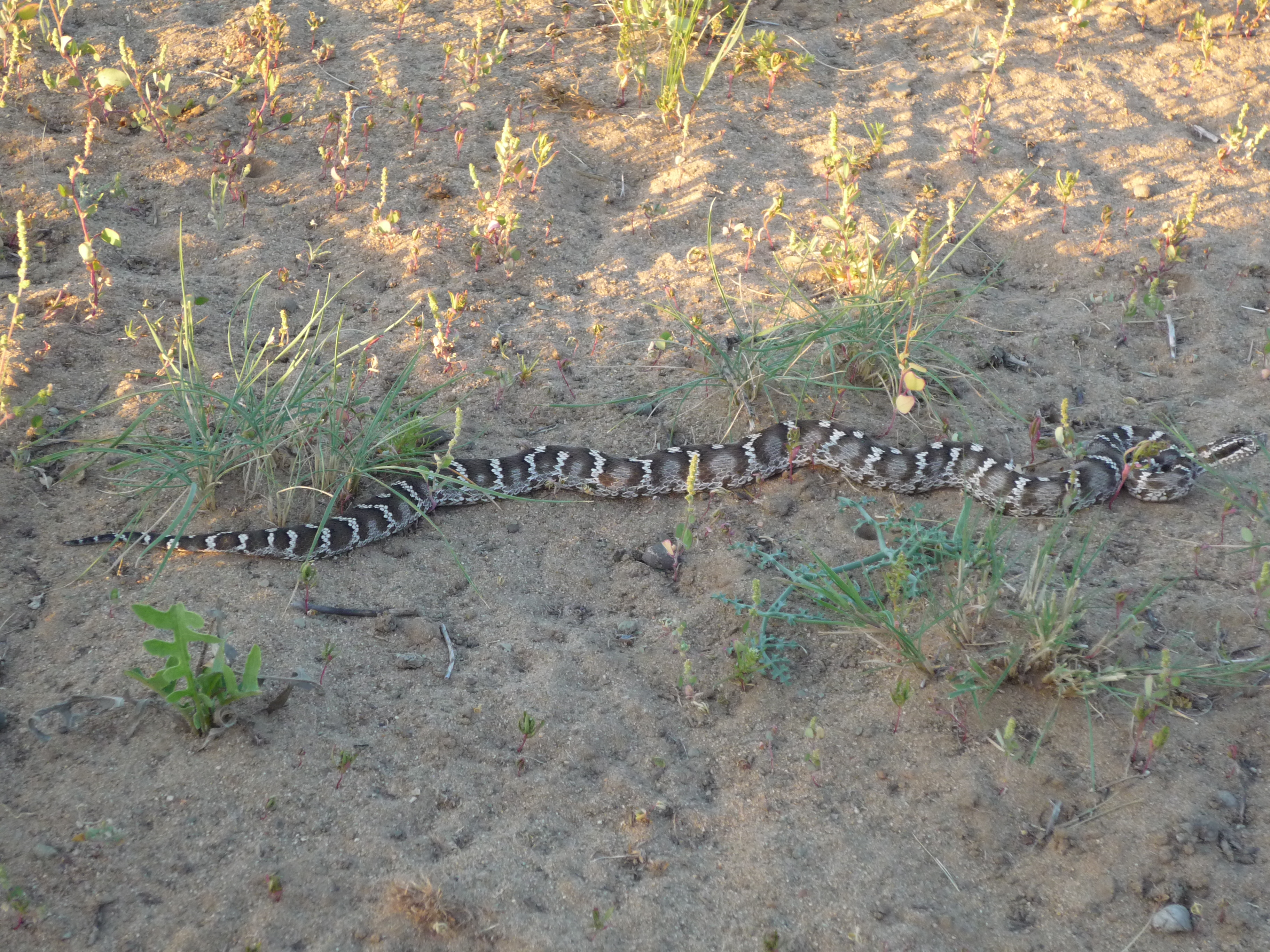
Обыкновенный, или щитомордник Палласа
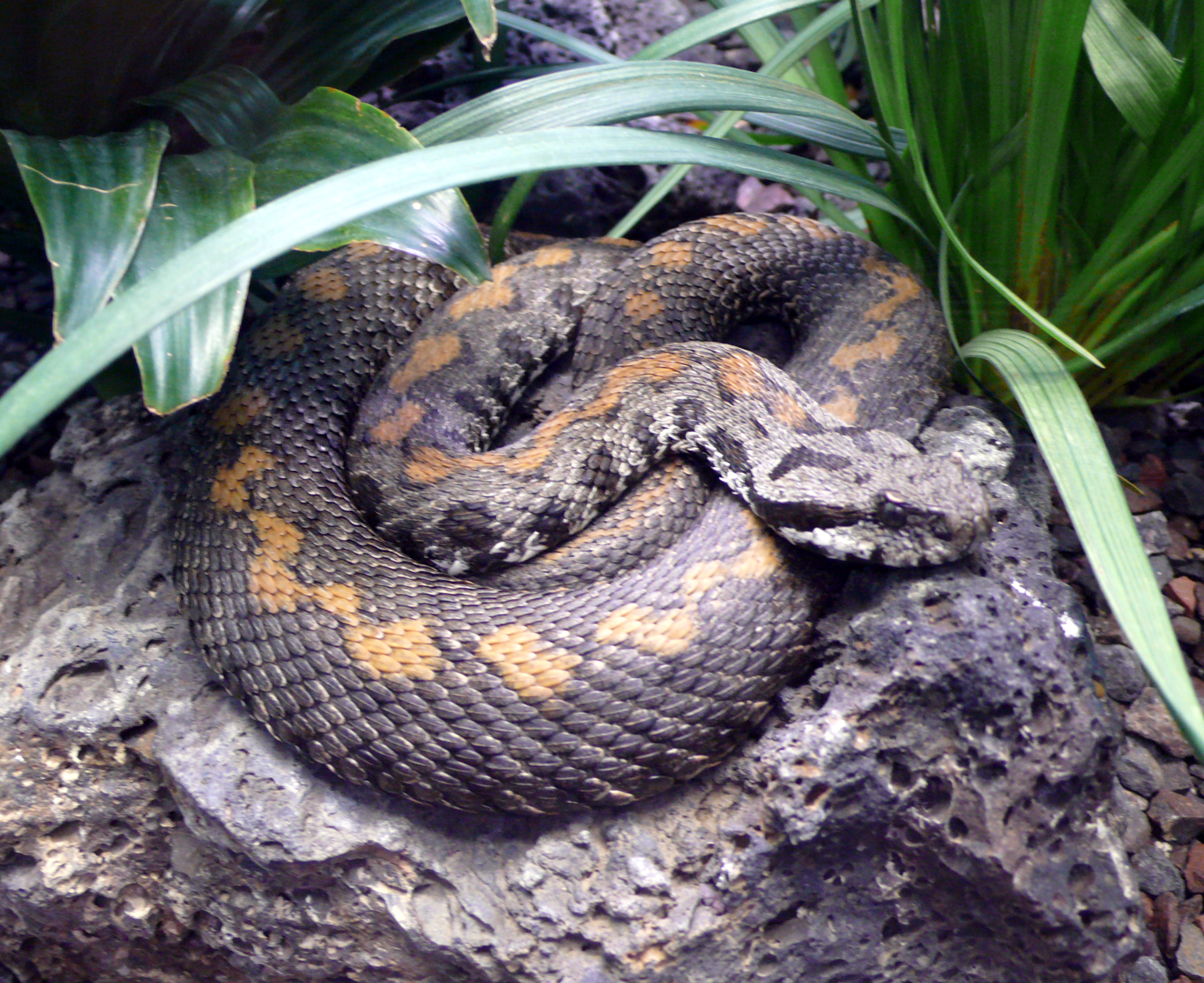
Армянская гадюка, или гадюка Радде
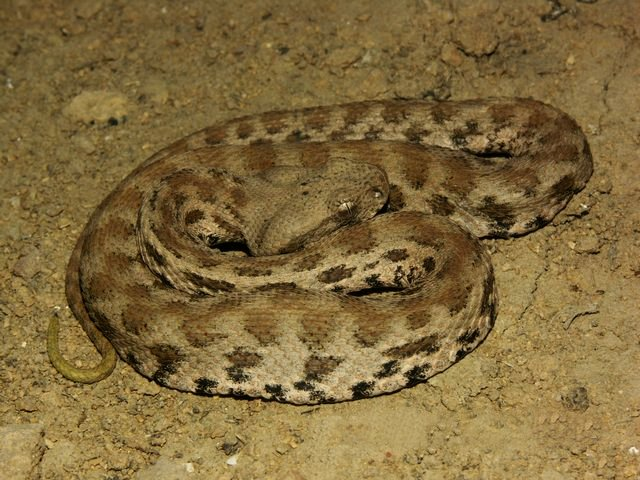
Гюрза, или ливанская гадюка